# Perforazione (codici)
Nella teoria dei codici, la perforazione (detta puncturing in inglese) è il processo di rimozione di alcuni dei bit di parità dopo la codifica con un codice di correzione d'errore. Questa operazione ha lo stesso effetto della codifica con un codice di correzione d'errore dotato di un rapporto più alto o di una minore ridondanza. Tuttavia, con la perforazione lo stesso decodificatore può essere utilizzato indipendentemente da quanti bit sono stati perforati; di conseguenza la perforazione aumenta considerevolmente la flessibilità del sistema senza aumentarne significativamente la complessità.
In alcuni casi, in un codificatore si usa uno schema predefinito di perforazione. Poi, l'operazione inversa, nota come deperforazione (depuncturing), è implementata dal decodificatore.
La perforazione si usa nell'UMTS durante il processo di abbinamento dei rapporti. Si usa anche nel Wifi, nel GPRS e nell'EDGE, nonché nei sistemi DVB-T e DRM.
La perforazione si usa spesso con l'algoritmo di Viterbi nei sistemi di codifica.